# 讷韦尔城市圈公共社区
讷韦尔城市圈公共社区（法語：Nevers Agglomération，全名为）是由法国中部城市讷韦尔及其周边12个市镇所组成的一个市镇公共合作组织。其前身为1967年成立的“讷韦尔市际综合工会”。

## 历史
- 1967年，讷韦尔市际综合工会成立。
- 1971年，市际综合工会更名为城市地区（District urbain）
- 1996年，卢瓦尔-涅夫勒河谷市镇公共社区（communauté de communes Val de Loire-Val de Nièvre）成立，讷韦尔成为中心市镇
- 2003年，卢瓦尔-涅夫勒河谷市镇公共社区更名为“讷韦尔城市圈公共社区”
- 2013年，马尔济加入，圣埃卢瓦退出

## 组成部分
| 中文名称             | 法语名称             | 市镇编码 | 面积 （km²） | 人口 （2019年1月1日） | 人口密度 （hab/km²） |
| -------------------- | -------------------- | -------- | ------------ | --------------------- | -------------------- |
| 讷韦尔               | Nevers               | 58194    | 17.33        | 33,172                | 46°59'33"N, 3°9'24"E |
| 沙吕                 | Challuy              | 58051    | 18.89        | 1,468                 | 46°57'1"N, 3°8'54"E  |
| 库朗日莱讷韦尔       | Coulanges-lès-Nevers | 58088    | 10.8         | 3,678                 | 47°0'19"N, 3°11'12"E |
| 富尔尚博             | Fourchambault        | 58117    | 4.55         | 4,019                 | 47°1'7"N, 3°5'5"E    |
| 加尔希济             | Garchizy             | 58121    | 16.42        | 3,666                 | 47°2'50"N, 3°5'43"E  |
| 卢瓦尔河畔热尔米尼   | Germigny-sur-Loire   | 58124    | 18.78        | 748                   | 47°4'52"N, 3°2'16"E  |
| 日穆耶               | Gimouille            | 58126    | 14.26        | 414                   | 46°56'37"N, 3°5'6"E  |
| 马尔济               | Marzy                | 58160    | 24.41        | 3,650                 | 46°58'51"N, 3°5'36"E |
| 帕里尼莱沃           | Parigny-les-Vaux     | 58207    | 31.47        | 965                   | 47°5'30"N, 3°8'54"E  |
| 普格莱索             | Pougues-les-Eaux     | 58214    | 12.72        | 2,388                 | 47°4'28"N, 3°6'5"E   |
| 桑凯兹-莫斯          | Saincaize-Meauce     | 58225    | 21.48        | 364                   | 46°55'39"N, 3°4'21"E |
| 卢瓦尔河畔塞尔穆瓦斯 | Sermoise-sur-Loire   | 58278    | 24.88        | 1,490                 | 46°57'6"N, 3°11'6"E  |
| 瓦雷讷-沃泽勒        | Varennes-Vauzelles   | 58303    | 33.99        | 9,166                 | 47°0'44"N, 3°8'47"E  |

## 财政

### 支出
2018年，讷韦尔城市圈公共社区预算累计支出0.7亿欧元，其中建设性投资为0.28亿欧元，维护性投资为0.42亿欧元。

### 收入
2018年，讷韦尔城市圈公共社区预算财政来源于国家和地方两部分。

#### 国家
- 地方财政拨款（La Contribution économique territoriale (CET)）和企业增值拨款（Contribution sur la Valeur Ajoutée des Entreprises (CVAE)）
- 支出财政转移（La dotation globale de fonctionnement）

#### 大区及省
- 津贴（Les subventions），由勃艮第-弗朗什-孔泰大区和涅夫勒省根据实际情况进行补贴。

#### 本地
- 房产税（Taxe d'habitation）
- 土地空置补充税（Taxe additionnelle sur le foncier non bâti）
- 居留税（Taxe de séjour），征收对象为前往讷韦尔地区旅游并过夜的游客。
- 垃圾处理税（La taxe d'enlèvement des ordures ménagères）
- 污水处理税（La redevance assainissement）

2018年，讷韦尔城市圈公共社区的本地财政收入为0.45亿欧元。

## 功能
讷韦尔城市圈公共社区主要有以下几个方面的职责：
- 经济发展（Développement économique）
- 住房
- 交通，包括讷韦尔城市公共交通
- 环境
- 文化
- 体育
- 社群
- 土地整治（Aménagement du territoire）
- 减少温室气体排放（Climact）
- 城市管理（Politique de la Ville）
- 道路

同时，讷韦尔城市圈公共社区还联合其他级别的行政单位，在境内的教育、医疗、基础设施建设、街区改造、文化项目等方面提供财政和人力支持。